# Taladro de columna

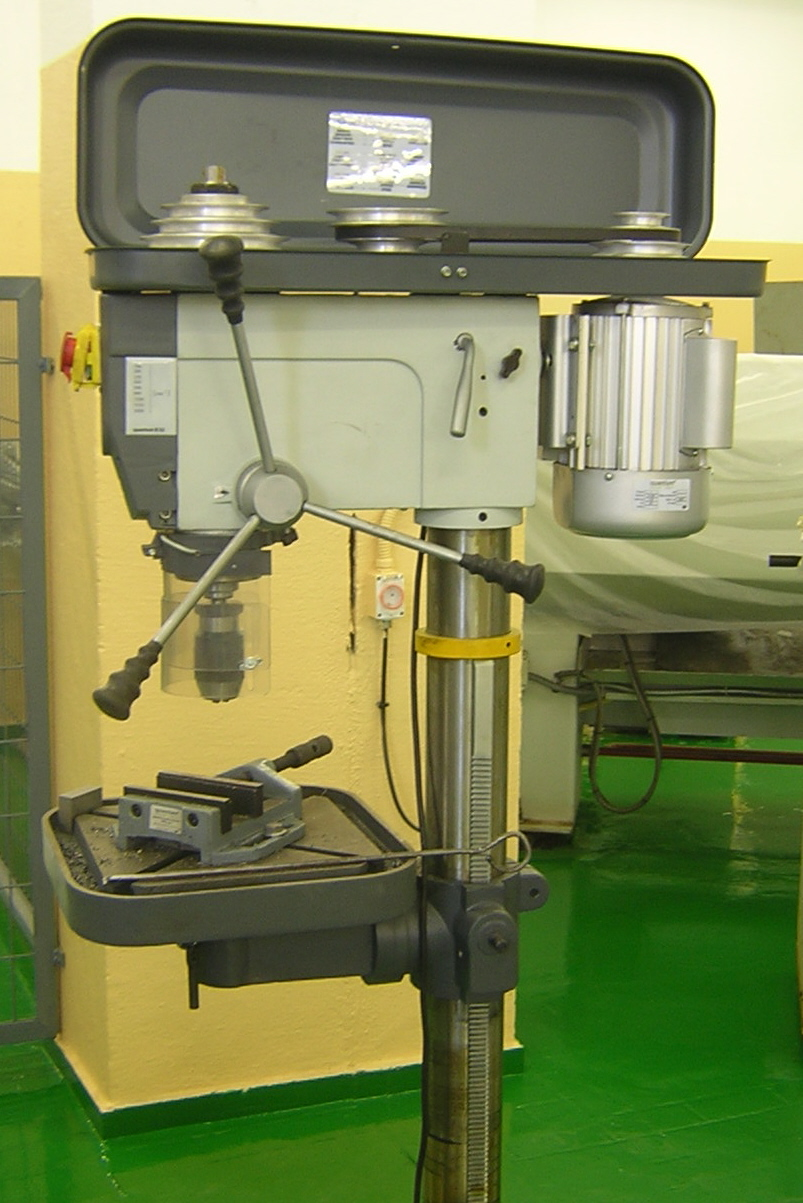
Taladro sensitivo de columna.

El Taladro de columna es la versión estacionaria del taladro convencional. Las taladradoras de columna son las más usadas en talleres gracias a la posibilidad de realizar en ellas los más variados trabajos, incluso de serie, con útiles adecuados.
Gracias a su sistema, permite sujetar la pieza y así realizar trabajos de gran precisión, ejerciendo una presión uniforme durante todo el medio proceso-.

Su principal función consiste en hacer agujeros y cortes en cualquier tipo de material, ya que este tipo de taladro es uno de los taladros perforadores más potentes.
Las diferencias de estos taladros van en función de la potencia del motor y de la longitud de la columna. Con las columnas se consigue un trabajo más profesional.

## Funcionamiento
El motor impulsa el husillo por medio de un par de poleas que corren alrededor de una cinta, la cual es altamente resistente. 
También se puede ajustar en ángulo para realizar agujeros con inclinación.
El motor hará girar la broca sobre su eje. A la vez se gira de forma manual uno de los brazos rotatorios de la palanca para impulsar su avance.
Se utiliza en fábricas de maquinado.